# Joaquín Penina
Joaquín Penina (Gironella, 1 de mayo de 1905-Rosario, 9 de septiembre de 1930) fue un anarquista español. El 9 de septiembre de 1930, en las barrancas del arroyo Saladillo, en Rosario (Argentina), la dictadura de Uriburu (la primera dictadura militar argentina, entre 1930 y 1932) lo fusiló clandestinamente por orden del jefe de policía de facto de la ciudad de Rosario, el teniente coronel Lebrero. 

## Biografía
Joaquín Penina era oriundo de Gironella, un pueblo de la comarca de Bergadá, provincia de Barcelona (Cataluña), España.
Cuando llegó a Rosario, en 1925, ya militaba en el Movimiento Obrero Anarquista de la FORA.
Se dedicaba a la albañilería, concretamente a la colocación de mosaicos en pisos y paredes.
En Rosario, la industrializada ciudad del sur de la provincia de Santa Fe, el movimiento anarquista ganaba cada vez más espacios; impulsado por los obreros que llegaron de España y de Italia, un cambio radical atravesó a las estructuras sindicales incipientes y muchas de ellas estuvieron dominadas por el anarquismo hasta entrados los años cuarenta.
Se cree que el joven albañil viajó a Argentina por problemas que pudo haber tenido con la dictadura de Primo de Rivera, ya que en su región natal no eran épocas de desocupación, y ya había pasado la época de las migraciones masivas de España a Argentina. Otras investigaciones sobre su vida afirman que llegó a ese país para eludir el servicio militar obligatorio en España.
En 1924 (a los 19 años de edad), siendo ya un militante anarcosindicalista llegó a la ciudad de Buenos Aires. Poco después de llegar entró en contacto con los anarquistas del gremio de la construcción. Un año después, en 1925 (a los 20 años de edad) por motivos que se desconocen se trasladó a vivir a Rosario (a 300 km al noroeste de Buenos Aires). Se afilió al gremio de los albañiles y, más tarde, comenzó a militar en la Federación Obrera Local Rosarina, que nucleaba a varios sindicatos.
En 1927 conoció por primera y única vez las cárceles del sur provincial: fue detenido en medio de las protestas (mundiales) disparadas tras los asesinatos de Nicola Sacco y Bartolomeo Vanzetti.
Para entonces, Penina era un activo propagandista: fue uno de los promotores de las huelgas de 1928, que paralizaron casi todas las actividades productivas y comerciales desde Villa Constitución hasta el norte de Rosario. Ello le ganó el respeto y el afecto de sus compañeros (Oliva, 2006, pág. 21).

### La detención de Penina

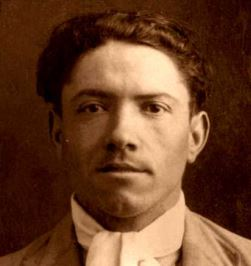
Foto del archivo de cuando Joaquín Penina es fichado por la policía, un día antes de su asesinato.

El 6 de septiembre de 1930, el general José Félix Uriburu perpetró el primer golpe de Estado en la historia de la joven democracia argentina.
En ese momento el joven albañil Joaquín Penina, de 25 años, vivía en una habitación de pensión en calle Salta n.º 1581 (entre calles Presidente Roca y Paraguay).
Poseía una biblioteca en la que convivían obras literarias con diarios y revistas políticas.
El albañil catalán prestaba esos textos a sus compañeros o se los vendía a precios de ganga.
Esa militancia subterránea, camuflada por una improvisada (aunque no impensada) actitud de bibliotecario, le permitió a Penina entrar en contacto con los cuadros más lúcidos o instruidos del anarquismo rosarino.
Trabajó como «canillita» (vendedor de diarios) del periódico La Protesta y como integrante de la Guilda de Amigos del Libro oficiaba de distribuidor en Rosario de literatura anarquista proveniente de España y de Buenos Aires.
El 7 de septiembre de 1930, un día después del golpe de Uriburu, se publicó el bando que disponía «pasar por las armas» a quienes participaran de la difusión de propaganda opositora al gobierno y a las autoridades de facto.
En los meses que siguieron al golpe, y aún durante buena parte del año siguiente, comunistas y anarquistas, afiliados o dirigentes gremiales muchos de ellos, serían perseguidos, capturados, torturados en algunas ocasiones, y luego fusilados formalmente y según lo establecido por decreto.
El 9 de septiembre de 1930 Penina fue detenido de manera ilegal (sin registro escrito) junto a dos compañeros suyos, Porta y Constantini.
Quizá había un cuarto detenido, de apellido González, desvinculado de toda actividad política.
Penina recibió un único cargo: la distribución de unos panfletos contra el dictador Uriburu.
Le adjudicaron la autoría del panfleto y hasta la responsabilidad de imprimirlo.
Penina tenía un mimeógrafo, pero estaba roto desde al menos dos meses antes del golpe. 

### El fusilamiento de Penina
Por motivos que no fueron esclarecidos (la policía no llevó ningún registro), el 11 de septiembre de 1930, la Policía libera a Porta y a Constantini.
En cambio, a Joaquín Penina lo llevaron a los barrancos del río Paraná junto al Puente de Saladillo donde lo fusilaron.
El Poder Judicial ―cómplice de la dictadura― rechazó los habeas corpus y los recursos de amparo presentados por los compañeros de Penina (Oliva, 2006, pág. 23).
A Joaquín Penina lo sacaron de la cárcel con una ambulancia de la Asistencia Pública. Sus compañeros pudieron reconstruir el trayecto: calle Moreno, dos cuadras al este por Santa Fe, Dorrego hacia el sur varios kilómetros hasta calle Ayolas, San Martín al sur, avenida Arijón hacia el río Paraná; después de cruzar el arroyo Saladillo, tomaron un camino de tierra de Pueblo Nuevo hacia el sureste (hacia el río Paraná). Posiblemente lo fusilaron en las barrancas del Paraná.
El cuerpo de Penina nunca apareció, aunque dos años después una investigación del diario Democracia descubrió que fue sepultado como cadáver NN en el Cementerio La Piedad.
Este secuestro inauguraría la tradición argentina de las desapariciones forzadas de personas, que alcanzaría su más brutal expresión en los años setenta.

### Los verdugos
Las autoridades militares que se encontraban a cargo de la Jefatura de Policía al momento del fusilamiento de Penina eran: el teniente coronel Rodolfo Lebrero es quien dio la orden, el capitán Luis Sarmiento, comandante de la quinta compañía del regimiento 11 de Infantería, fue quien comandó directamente el fusilamiento y el subteniente Jorge Rodríguez el que dirigió al pelotón y disparó el tiro de gracia a la cabeza del fusilado.
El capitán Sarmiento, que dirigió el fusilamiento, murió en un atentado en el año 1932 cuando viajaba por una ruta provincial de San Juan hacia El Marquesado. Según la investigación de Quesada, el auto del Capitán fue interceptado por dos personas que lo apuntaron con armas y le gritaron: «¡Acordate de Penina!».
Después del asesinato de Penina, su prontuario fue eliminado del Departamento de Investigaciones de la Policía de Rosario (Oliva, 2006, pág. 21).

### La investigación
Abierta la compuerta que controlaba la dictadura, comenzaron a trascender hechos y recursos legales. En primer término nos interesa destacar una nota del corresponsal del diario La Provincia, enviada desde Rosario:

A raíz de la minuta de comunicación sancionada, por la que se disponía solicitar de la Asistencia Pública y de la Oficina de Defunciones, la participación que tuvieran en el sepelio de los restos del obrero Penina, ajusticiado por orden del teniente coronel Lebrero, en cumplimiento del bando del gobierno provisional, concurrió a la municipalidad un sepulturero de La Piedad, declarando que él había intervenido en la inhumación de los restos.
Nota del diario La Provincia (Santa Fe), 5 de marzo de 1932

## Reconocimiento
A mediados de los años ochenta, la colectividad catalana de Rosario colocó una placa en homenaje a Penina en el frente de la pensión en la que vivió poco antes de su secuestro (un altillo en calle Salta 1581). Hoy la placa no existe (Oliva, 2006, pág. 25).
En 1995, una ordenanza del Concejo Municipal de Rosario renombró a la conocida calle Regimiento Once (en la zona sur de Rosario) con el nombre de Joaquín Penina. Sin embargo la calle sigue teniendo los carteles antiguos, por lo que la población aún no sabe del cambio de nombre. (Falta chequear este dato. Lo que sí puede ser verificable es que, en 1994 y a través de la ordenanza 5917, la Municipalidad de Rosario renombró como "Joaquín Penina" a la brevísima cortada Graham (antes denominada "Londres"), de apenas una cuadra de extensión, en el barrio Saladillo. Se puede chequear en
http://www.rosario.gov.ar/normativa/ver/visualExterna.do?accion=verNormativa&idNormativa=45523).
El 17 de septiembre de 1999, en el Parque Regional Sur (del Barrio Saladillo) se inauguró la plazoleta Joaquín Penina.
Se instaló una placa donde nombra a Penina como «obrero ejemplar» y «hombre de paz».

## Libros sobre el caso
Cuarenta años más tarde, la historia de Penina fue reconstruida por el investigador y docente porteño Fernando Quesada (en 1974) y por el poeta y catedrático rosarino Aldo Oliva (1927-2000).
La edición del libro de Oliva no alcanzó a ser publicada, porque la quinta y última dictadura militar argentina (1976-1983) quemó los cinco mil volúmenes.
En 2003 reapareció un único ejemplar que había sido librado de las llamas y se reeditó en 2007.
Las investigaciones de Quesada fueron editadas en 1972, primeramente en la revista Todo es Historia y más adelante en forma de libro. Asimismo pueden consultarse los diarios Democracia y La Capital del año 1932 con respecto al debate sobre el fusilamiento.
Existe en el Archivo General del Ejército, ubicado en el barrio porteño de San Telmo, una actuación de Justicia Militar labrada por la detención de Penina. La misma puede ser consultada por el público investigador general, mediante solicitud de autorización al Jefe del Archivo. 